# Уєзьдзець
Уєзьдзець (пол. Ujeździec, нім. Geseß) — село в Польщі, у гміні Пачкув Ниського повіту Опольського воєводства.
Населення — 443 особи (2011).

## Демографія
Демографічна структура станом на 31 березня 2011 року:
|          | Загалом | Допрацездатний вік | Працездатний вік | Постпрацездатний вік |
| -------- | ------- | ------------------ | ---------------- | -------------------- |
| Чоловіки | 216     | 46                 | 147              | 23                   |
| Жінки    | 227     | 48                 | 126              | 53                   |
| Разом    | 443     | 94                 | 273              | 76                   |